# Краснополка (Черкасская область)
Краснопо́лка (укр. Краснопілка) — село в Уманском районе Черкасской области Украины.
Почтовый индекс — 20322. Телефонный код — 4744.

## Население
Население по переписи 2001 года составляло 874 человека.

### Языковой состав
Родной язык населения по данным переписи 2001 года:
| Язык       | Численность, чел. | Доля     |
| ---------- | ----------------- | -------- |
| Украинский | 846               | 96,80 %  |
| Русский    | 24                | 2,75 %   |
| Другое     | 4                 | 0,45 %   |
| Итого      | 874               | 100,00 % |

## Местный совет
20322, Черкасская обл., Уманский р-н, с. Краснополка, ул. Советская, 1